# Sigvatr Þórðarson

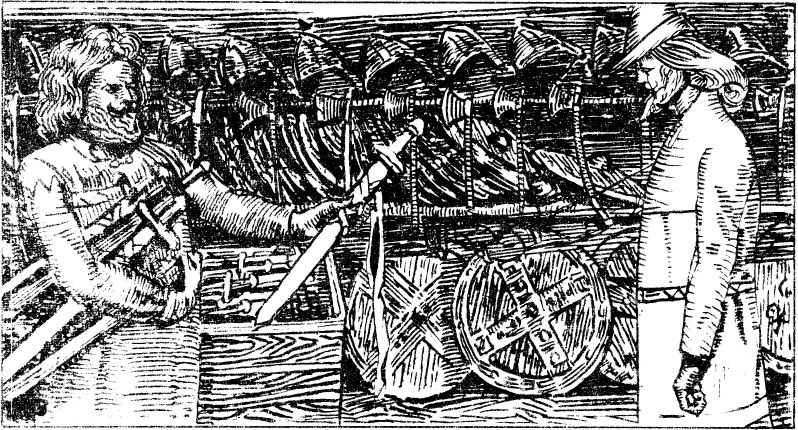
Olaf e Sigvatr

Sigvatr Þórðarson (XI secolo – Selja, XI secolo) è stato un poeta islandese naturalizzato norvegese presso la corte di Olaf II di Norvegia, Canuto il Grande e Magnus il  Buono.

## Biografia

### Famiglia
Sigvatr (o Sighvatr) era figlio di Þórðr Sigvaldaskáld, anch'egli uno scaldo che era stato al servizio prima di Sigvaldi Strút-Haraldsson, poi di Thorkell l'Alto e infine di Óláfr II di Norvegia. Sebbene Þórðr venga citato nella lista di scaldi dello Skáldatal, di lui non sopravvive alcun componimento. Sigvatr era zio di Óttarr svarti, poeta di Olof III di Svezia, di Canuto il Grande e di altri re. Ebbe una figlia di nome Tófa e re Olaf II fu il suo padrino. Sigvatr fu inoltre padrino di Magnus il Buono.

### Carriera
Sigvatr crebbe presso un certo Thorkell, ad Apavatn. Suo padre infatti risiedeva stabilmente in Norvegia e la cura del figlio era stata affidata ad altre persone. Quando Sigvatr divenne più maturo, si imbarcò e andò a Trondheim, riunendosi con il padre. Sembra che non abbia più fatto ritorno in Islanda. A Trondheim entrò nella corte di Olaf II e secondo Snorri in questo periodo recitò le prime strofe sciolte (lausavísur) e intercedette presso il re per diminuire le tasse che i mercanti islandesi dovevano pagare all'approdo in Norvegia. Snorri Sturluson riferisce che quando Sigvatr arrivò alla corte di Olaf volle rendergli omaggio recitando le proprie strofe, ma poiché il re non voleva ascoltare versi su di sé e che appartenevano alla tradizione pagana, glielo proibì. Sivatr però insistette e alla fine recitò i suoi versi, riscuotendo l'apprezzamento del re. Ecco il lausavísa di quell'occasione:  
myrkblás, þvít kank yrkja,
alltíginn - mátt eiga
eitt skáld - drasils tjalda;
þótt ǫllungs allra,
allvaldr, lofun skalda,
þér fæk hróðrs at hvǫru
hlít annarra nítið»
albero del destriero delle tende
azzurrocupe, perché io so comporre,
un poeta tu devi avere; pure
se le rime di tutti gli altri scaldi
non vuoi sentirle,
nondimeno, signore, 
basterò io per te a far poesia»
(Sigvatr Thordarson - Gianna Chiesa Isnardi 2015, pp. 309 e 1483)

## Opere più importanti
- Víkingarvísur riguardante re Olaf
- Nesjavísur Sulla battaglia di Nesjar
- Austrfararvísur basato su un viaggio in Svezia
- Vestrfararvísur su un viaggio in Inghilterra
- Flokkr um Erling Skjalgsson riguardante Erlingr Skjalgsson
- Knútsdrápa in memoria di re Canuto
- Bersöglisvísur un rimprovero rivolto a re Magnus
- Erfidrápa Óláfs helga in memoria di re Olaf

Vi sono inoltre un gran numero di lausavísur senza titolo, la maggior parte legate al rapporto con Olaf II. Dopo che Olaf morì nel 1030 Sigvatr compose molte strofe in cui si addolorava per la sua perdita. 